# Wilhelm Lauche

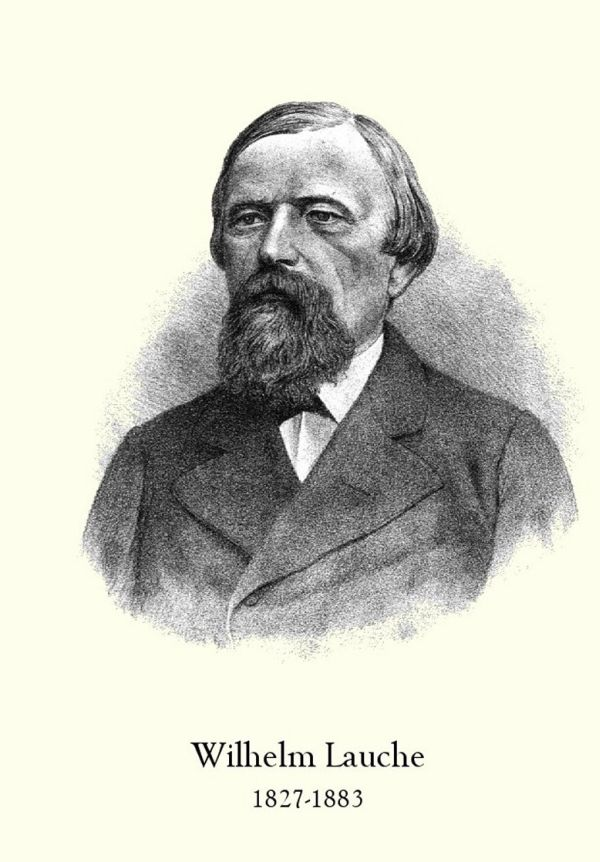
Wilhelm Lauche

Wilhelm Lauche, Friedrich Wilhelm Georg Lauche, (* 21. Mai 1827 in Gartow, Königreich Hannover; † 12. September 1883, bei Potsdam) war ein deutscher Gärtner, Dendrologe und Pomologe.

## Gärtnerischer Werdegang
Lauche war der Sohn eines Schloßgärtners der Gräflich von Bernstorff’schen Verwaltung in Gartow und wurde so früh mit der Gärtnerei vertraut. Sein Sohn Rudolf 1859–1940 war Parkinspektor im Fürst-Pückler-Park Bad Muskau. Er erhielt seine gärtnerische Ausbildung am Schlosspark Ludwigslust und vertiefte sie an verschiedenen Orten wie Erfurt, Hannover, Belgien und Potsdam. Lauche stand fünf Jahre der Augustinschen Handels- und Pflanzengärtnerei an der Wildparkstation bei Potsdam vor, bis er 1859 an derselben Stelle seine eigene Handelsgärtnerei gründete.
Aufgrund seines guten Rufes wurde ihm 1869 als königlichem Garteninspektor die technische Leitung der Königlichen Landesbaumschule und Gärtnerlehranstalt am Wildpark bei Potsdam übertragen, die eng mit seinem Namen verknüpft ist. 1877–1879 war er Geschäftsführer des Deutschen Pomologen-Vereins.
Er ließ für Lehrzwecke naturnahe Modellfrüchte für ein „Pomologisches Kabinett“ anfertigen, die heute noch in der Sammlung des Deutschen Gartenbaumuseums Erfurt zu sehen sind. Lauche fertigte für den Königlichen Hofgartendirektor und Leiter der Königlichen Landesbaumschule und Königlichen Gärtnerlehranstalt am Wildpark Ferdinand Jühlke Illustrationen seiner Bücher an.

## Werke

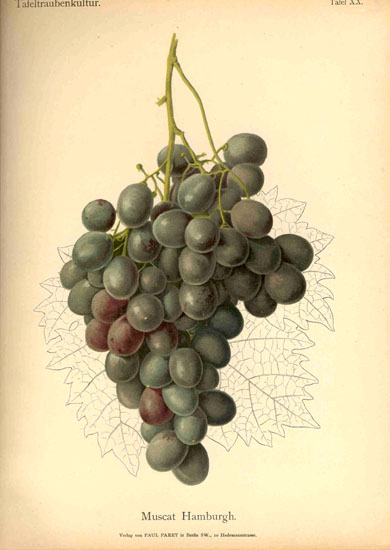
Abbildung Muscat Hamburgh aus Handbuch der Tafeltraubenkultur

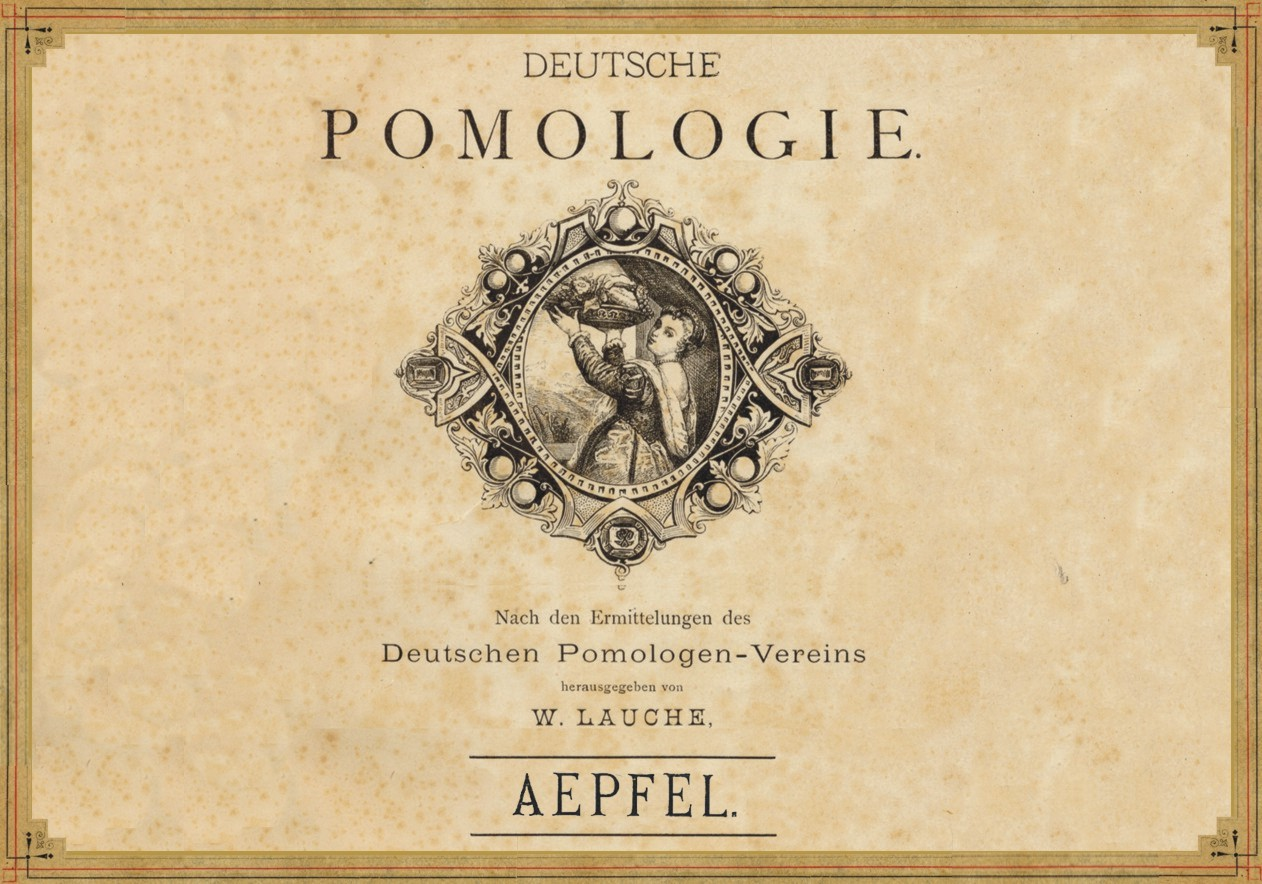
Deckblatt zur Deutschen Pomologie

- Deutsche Pomologie, Berlin 1879 bis 1884, 6 Bände, 300 Farbendrucktafeln, ab 1850[2][3]
- Deutsche Dendrologie, Berlin 1880
- Handbuch des Obstbaues, Berlin 1881
- Ergänzungsband zu Lucas und Oberdieck Illustrirtes Handbuch der Obstkunde, Parey, Berlin 1883
- Rudolf Goethe & Wilhelm Lauche: Handbuch der Tafeltraubenkultur. Mit Benutzung des Nachlasses von W. Lauche. Berlin, Paul Parey, 1895

## Ehrungen
Zu seinem Gedenken wurden eine Hybride aus der Familie der Affodillgewächse nach ihm benannt:
- Gasteria × lauchei (Radl) A.Berger 1908 (Aloe × lauchei Radl 1896, Gastrolea lauchei (Radl) Uitewaal 1949)

Auch die Pflanzengattung Lauchea Klotzsch  aus der Familie der Schiefblattgewächse (Begoniaceae) ist nach ihm benannt.